# Acantharctia nigrivena
Acantharctia nigrivena är en fjärilsart som beskrevs av Rothschild 1935. Acantharctia nigrivena ingår i släktet Acantharctia och familjen björnspinnare. Inga underarter finns listade i Catalogue of Life.